# Salma (Syrie)
Pour les articles homonymes, voir Salma.
Salma (سلمى) est une petite bourgade du nord-ouest de la Syrie dans le gouvernorat de Lattaquié, au nord-est de Lattaquié. Elle dépend administrativement du district d'Al-Haffah. Selon le bureau central des statistiques, Salma avait une population de 2 131 habitants en 2004 et comptait près de 10 000 habitants avec les villages environnants dans les années 2010. Ses habitants et ceux des environs du Djebel al-Akrad (Montagne des Kurdes) sont majoritairement sunnites, alors que 80 % des habitants de la province de Lattaquié sont alaouites.

## Géographie
Salma se trouve dans une région montagneuse.
Aramo et Slinfah se trouvent au sud, à 12 kilomètres, et Kinsabba au nord.
Salma est connue pour son climat sec et ses eaux pures. Elle se trouve à 800 mètres d'altitude. Avant l'arrivée au pouvoir du régime baassiste dans les années 1960, Salma était une des rares bourgades de la région à être électrifiée.

## Histoire
Au début de la guerre civile syrienne, Salma est prise en juillet 2012 par des milices de l'Armée syrienne libre. Les habitants s'enfuient vers Lattaquié ou bien en Turquie proche. La région est une ligne de front entre rebelles et loyalistes pendant de longs mois. En novembre 2013, un quartier général du Front Al-Nosra s'y installe avec des milices de l'État islamique au Levant. En novembre 2015, les forces loyalistes s'approchent de Salma, lançant des opérations limitées, puis préparent une offensive plus importante.
L'armée syrienne, appuyée par l'aviation russe, reprend Salma le 12 janvier 2016, ainsi que le village voisin de Tirtyah,.  